# Elatostema oblongifolium
Elatostema oblongifolium är en nässelväxtart som beskrevs av Fu. Elatostema oblongifolium ingår i släktet Elatostema och familjen nässelväxter. Inga underarter finns listade i Catalogue of Life.